# III. János György szász választófejedelem
III. János György (1647. június 20. – 1691. szeptember 12.) a Wettin-ház Albert-ágából származó szász herceg, 1680-tól haláláig választófejedelem.
II. János György választó fiaként született, és édesapja halála után lépett a trónra. Édesapjához hasonlóan kedvelte a művészeteket, de keményebb kézzel vigyázta hazája sorsát. 1683-ban, Bécs török ostromakor személyesen vett részt a város felmentésében. 1685-ben 5000 katonát küldött a magyarországi felszabadító háborúkba I. Lipót császár segítségére. 1688-ban – a francia seregek német területekre való betörésekor – ő volt az első fejedelem, aki a francia határra vonultatta hadseregét.
Az 1691-es törökellenes hadjáratban ő lett a birodalmi sereg fővezére, de taktikai kérdésekben nem tudott egyetérteni Caprara császári tábornaggyal. Nem sokkal később elhunyt. Utóda fia, IV. János György lett.

## Lásd még
- Szászország uralkodóinak listája

| Előző uralkodó: II. János György | Szászország választófejedelme 1680 – 1691 Wettin-ház | Következő uralkodó: IV. János György |